# 盖特曼
盖特曼（羅馬化：Hetman，直译：「將領」）也译黑特曼，是15至18世纪波兰，乌克兰及立陶宛大公国（1569至1795年称为波蘭立陶宛聯邦）军队指挥官的头衔，地位仅次于君主。有些權勢較大的蓋特曼甚至兼任王冠大元帥、波蘭首相等職務。
波西米亚的捷克人于15世纪胡斯战争后，曾使用此头衔（捷克語：hejtman）。自16世纪后，此头衔亦在波兰哥萨克中广泛使用。今日在捷克共和国，是当选的地方行政长官的称呼。在波兰国际象棋界，“后”也被称为盖特曼。
波蘭王國在1505年初次把此稱號授予緊急時刻的最高指揮官，當1569年波蘭王國和立陶宛大公國形成共主聯邦之後（見盧布林聯合），波立聯邦內使用此稱號的頻率逐漸升高，終於在1581把蓋特曼當作固定職位。

## 各地情況

### 波蘭-立陶宛
根據1585年波立聯邦的國會決議，聯邦軍隊共有四位蓋特曼，一旦就任，除非完成冗長的程序並繳納巨額的財產給政府，不可輕易辭職，就算重病將死也不得自動卸任。
這四名蓋特曼是王國大蓋特曼、王國前線蓋特曼、立陶宛大蓋特曼、立陶宛前線蓋特曼。王國大蓋特曼比其他三人的位階高，通常是總指揮；前線蓋特曼是大蓋特曼的副手；如果有大蓋特曼和前線蓋特曼同時出現在戰場上，前者直接指揮大部分常備軍和徵調兵員，後者則協助掌控炮兵和傭兵。
大蓋特曼平常駐紮在首都或核心地區，前線蓋特曼則位處西南邊境，以便應對隨時發生的小衝突。這兩者都對應到蓋特曼此一職稱應用之前，聯邦的將領就在做的事務。
雖然這四個人擁有很多的任務，包括政治（對國會威脅利誘，謀求軍費）、財務（把相當不足的軍費做最大使用，甚至賠上自己的財產）、戰略（調兵遣將、親自出征），他們並沒有從這個職位取得薪水、全國的實際軍權、國會席次等等福利和權力，也就是說，這是一個吃力不討好的工作。但是，當戰事發生時，蓋特曼有很大的權力從貴族中徵調資源，甚至可以打擊國內的敵對派貴族，因此，仍有許多權貴與大貴族爭取蓋特曼的職位。
值得一提的是，聯邦海軍和陸軍是分開的，不受四人的管轄。（聯邦海軍一直都很弱，影響力也遠不如陸軍）
1776年的軍事改革限制了蓋特曼的權力。1795年第三次瓜分波蘭之後，蓋特曼的職位從此撤銷。

### 烏克蘭
從1648年哥薩克人發動赫梅爾尼茨基起義（1648-1657年）後，在1649年成功建立了哥薩克酋長國，烏克蘭的國家元首稱為「蓋特曼」。雖然蓋特曼是由選舉產生，但其任期為終身制且擁有廣泛而深厚的權力，掌握國家最高行政權，並為最高軍事指揮官和首席立法者。
1667年俄波戰爭結束後，自1653年向俄羅斯請求保護的酋長國，從此侷限在第聶伯河東邊的左岸烏克蘭地區，開始了烏克蘭和俄羅斯的結盟關係。1764年俄國女沙皇叶卡捷琳娜二世解散衰落的哥薩克組織——哥薩克酋長國，烏克蘭蓋特曼一職也隨之終結。